# إيزابيلا ديل بالزو
إيزابيلا ديل بالزو (توفيت 1533) ملكة نابولي القرينة لفريدريكو الرابع ملك نابولي.